# Јован Кецман Чеда
(Jovan Kecman Čeda Bosansko Novo 15 februar 1910 - Beograd 18 novembar 2002) bio je učesnik narodnooslobodilačke borbe i Društveno politički radnik SR Srbije i SFR Jugoslavije 
Ime Jovan
Prezime Kecman 
Nadimak Čeda
Datum rođenja 15 februar 1910
Mesto rođenja Bosansko Novo Austrougarska 
Datum smrti 18 novembar 2002 (92) god
Mesto smrti Beograd SR Jugoslavija 
Obrazovanje Podoficirska škola (1932)
Viša vojna akademija (1948)
Politička karijera 
Član SKOJ-a od 1939
Član KPJ od 25 februara 1941
Jugoslovenska vojska 1932-1941
NOV PO Jugoslovenska narodna aramija 1941-1970
Čin Narednik JV General-potpukovnik jna
Dužnosti 
Načelnik OZNE za omladinu 23 maj 1944 - 18 jul 1946
Predsednik CK SKOJ-a 7 mart 1945 - decembar 1948
Komandant pograničnih trupa JNA 18 jul 1964 - 18 jul 1970